# Ts'ao Chan (cràter)
Ts'ao Chan és un cràter d'impacte en el planeta Mercuri de 110 km de diàmetre. Porta el nom del novel·lista xinès Cao Xueqin (c. 1715-1763), i el seu nom va ser aprovat per la Unió Astronòmica Internacional el 1976.